# Saltos ornamentais no Campeonato Mundial de Esportes Aquáticos de 2017 - Plataforma 10 m sincronizado feminino
A prova de plataforma 10 m sincronizado feminino dos saltos ornamentais no Campeonato Mundial de Esportes Aquáticos de 2017 foi realizada no dia 16 de julho, em Budapeste, Hungria.

## Calendário
| Fase              | Data        | Hora  |
| ----------------- | ----------- | ----- |
| Rodada preliminar | 16 de julho | 10:00 |
| Final             | 16 de julho | 18:30 |

## Medalhistas
| Ouro                        | Prata                                        | Bronze                                        |
| China · Ren Qian · Si Yajie | Coreia do Norte · Kim Mi-rae · Kim Kuk-hyang | Malásia · Cheong Jun Hoong · Pandelela Rinong |

## Resultados
Esses foram os resultados da competição.
| Pos.              | Nacionalidade   | Saltadoras                        | Preliminar | Preliminar | Final       | Final       |
| Pos.              | Nacionalidade   | Saltadoras                        | Pontos     | Pos.       | Pontos      | Pos.        |
| ----------------- | --------------- | --------------------------------- | ---------- | ---------- | ----------- | ----------- |
| Medalha de ouro   | China           | Ren Qian Si Yajie                 | 334.32     | 1          | 352.56      | 1           |
| Medalha de prata  | Coreia do Norte | Kim Mi-rae Kim Kuk-hyang          | 325.62     | 2          | 336.48      | 2           |
| Medalha de bronze | Malásia         | Cheong Jun Hoong Pandelela Rinong | 309.66     | 4          | 328.74      | 3           |
| 4                 | Canadá          | Meaghan Benfeito Caeli McKay      | 293.22     | 6          | 315.78      | 4           |
| 5                 | Austrália       | Taneka Kovchenko Melissa Wu       | 311.16     | 3          | 308.10      | 5           |
| 6                 | Estados Unidos  | Tarrin Gilliland Jessica Parratto | 293.70     | 5          | 306.96      | 6           |
| 7                 | Reino Unido     | Tonia Couch Lois Toulson          | 283.68     | 9          | 300.48      | 7           |
| 8                 | Rússia          | Valeriia Belova Yulia Timoshinina | 290.04     | 7          | 291.96      | 8           |
| 9                 | México          | Gabriela Agúndez Samantha Jiménez | 284.46     | 8          | 290.58      | 9           |
| 10                | Japão           | Matsuri Arai Nana Sasaki          | 280.44     | 10         | 283.32      | 10          |
| 11                | Itália          | Noemi Batki Chiara Pellacani      | 262.50     | 12         | 269.16      | 11          |
| 12                | Ucrânia         | Valeriia Liulko Sofiia Lyskun     | 275.10     | 11         | 265.20      | 12          |
| 13                | Países Baixos   | Inge Jansen Celine van Duijn      | 262.32     | 13         | Não avançou | Não avançou |
| 14                | Coreia do Sul   | Cho Eun-bi Kim Su-ji              | 261.42     | 14         | Não avançou | Não avançou |
| 15                | Alemanha        | Christina Wassen Elena Wassen     | 257.94     | 15         | Não avançou | Não avançou |
| 16                | Colômbia        | Carolina Murillo Daniela Zapata   | 242.64     | 16         | Não avançou | Não avançou |

Legenda
| Recorde mundial       | Recorde mundial (World record)               |                       | Recorde africano                      | Recorde africano (African) |                                           | Q | Classificado por posição (Qualified) |
| Recorde do campeonato | Recorde do campeonato (Championship record)  | Recorde da América    | Recorde da América (Americas)         | q                          | Classificado por melhor tempo (Qualified) |   |                                      |
| Melhor marca do ano   | Melhor marca do ano (World leading)          | Recorde asiático      | Recorde asiático (Asian)              | DNS                        | Não largou (Did not start)                |   |                                      |
| Recorde nacional      | Recorde nacional (National record)           | Recorde europeu       | Recorde europeu (European)            | DNF                        | Não terminou (Did not finish)             |   |                                      |
| Recorde pessoal       | Recorde pessoal do atleta (Personal best)    | Recorde da Oceania    | Recorde da Oceania (Oceania)          | DSQ / DQ                   | Desclassificado (Disqualified)            |   |                                      |
| Recorde da temporada  | Recorde da temporada do atleta (Season best) | Recorde sul-americano | Recorde sul-americano (South America) | NM                         | Sem marca (No mark)                       |   |                                      |